# Бриттен, Джеймс
Джеймс Бриттен (англ. James Britten; 3 мая 1846, Челси, Большой Лондон — 8 октября 1924, Лондон) — британский ботаник.

## Биография
Джеймс Бриттен родился 3 мая 1846 года.
Его первая публикация появилась в Journal of Botany в 1863 году. В 1869 году он был назначен ассистентом в Королевских ботанических садах Кью. В 1871 году Джеймс Бриттен присоединился к кафедре ботаники в Британском музее.
Публикация Protestant fiction (1896) принесла ему назначение рыцарем, а затем кавалером Ордена Святого Григория Великого папой Львом XIII.
Джеймс Бриттен умер 8 октября 1924 года.

## Научная деятельность
Джеймс Бриттен специализировался на папоротниковидных и на семенных растениях.

## Публикации
- Old Country and Farming Words: Gleaned from Agricultural Books. 1880.
- A Biographical Index of British and Irish Botanists. 1893.
- Protestant fiction. 1896[4].
- Through the heart of Patagonia. 1902[5].
- The names of herbes, A.D. 1548. Edited, with an introd., an index of English names, and an indentification of the plants enumerated by Turner. 1881[6].
- Remaines of Gentilisme and Judaisme, 1686-87. 1881[7].